# ني ماغنيسيا (ثيسالونيكي)
ني ماغنيسيا (Νέα Μαγνησία) هي مدينة في ثيسالونيكي في مقاطعة فوريا إلادا في اليونان.